# 安昌郡 (南陈)
安昌郡，中国南北朝时设置的郡。
南朝陈太建五年（573年），攻克北齐黄城。次年正月在黄城置安昌郡，属司州。治所在黄城（今湖北武汉市黄陂区东）。北周大象元年（579年），宇文亮攻克南陈安昌郡黄城，北周安昌郡属黄州，下辖黄陂县。隋文帝开皇三年（583年）废安昌郡，黄陂县地入衡州（黄州）。